# 2015년 서울국제여성영화제
제17회 서울국제여성영화제는 2015년 5월에 개최된 영화제이다. 메가박스 신촌, 아트하우스 모모에서 개최되었으며 사회자는 김아중이다.

## 수상 및 후보

### 최우수상
- 마지막 키스 - 싱 마이 낀러 수상

### 우수상
- 심경 - 김승희 수상
- 타마르의 맹세 - 네탈리 브라운 수상

### 관객상
- 영희씨 - 방우리 수상

### 심사위원 특별언급상
- 물물교환 - 조세영 수상

### 메가박스 대상
- 벌새 - 김보라 수상
- 다큐멘터리 옥랑문화 수상작
- 호스트 네이션 - 이고운 수상

### 극영화 관객인기상
- 히치하이크 - 정희재 수상

### 다큐 관객인기상
- 호스트 네이션 - 이고운 수상

### 아이틴즈 대상
- 서툰 걸음 - 박상아 수상

### 아이틴즈 특별언급
- 새로운 알림이 떴습니다. - 신지은 수상
- 알리사와 나 - 정찬희 수상

### 더펙&기록문화보관소상
- 버블패밀리 - 마민지 수상

### GS칼텍스 상
- 김소연 수상
- 아시아 단편경선
- 3 이어 3 먼스 리트리트 - 디첸 로더
- 동물농장 - 최나라
- 아벨라 - 김진희
- 백지 - 김지영
- 옆 구르기 - 안주영
- 대면 - 거꾸로 선 용서를 위하여 - 이수진
- 선미 - 허나윤
- 등불 - 아셀 주라에바
- 편지 - 이현정
- 의자 위의 남자 - 정다희
- 미스 멘탈 호스피탈 - 주-치 센
- 26번째 봄 - 이로운
- 오 루시! - 히라야나기 아츠코
- 마법에 걸린 날 - 지라싸야 웡수띤
- 소장님의 결혼 - 김혜정
- 내가 어디에 있든지 - 졸렌 목

### 아이틴즈
- 고양이와 함께하기 좋은날 - 이시은
- 동그라미를 위하여 - 현나경
- Sky - 최진주 외1명
- 케인 - 김소정 외2명

### 새로운 물결
- 거짓말 - 김동명
- 걸후드 - 셀린 시아마
- 큐 카람바 에스 라 비다 - 도리스 도리
- 눈의 마음 : 슬픔이 우리를 데려가는 곳 - 김소영
- 도희야 - 정주리
- 럭키 - 로라 체코웨이
- 림보 - 안나 소피 하트만
- 크레이지 비취스 - 제인 클락
- 겟, 더 트라이얼 오브 비비안 암살렘 - 로니트 엘카베츠 외1명
- 빅토리아 - 마야 비트코바
- 더 세컨 마더 - 안나 무이라에르트
- 스웨어 버진 - 라우라 비스푸리
- 아니타 - 프리다 리 모크
- 프린세스 - 탈리 샤롬-에저
- 어긋난 세계 - 마가레테 폰 트로타
- 에코테라피 게타웨이 홀리데이 - 오키타 슈이치
- 언익스펙티드 - 크리스 스완버그
- 피의자 : 사라진 증거 - 폴라 반 데르 외스트
- 일 대 일 - 카롤리나 리바스 외1명
- 파트너 위드 더 에너미 - 두키 드로르 외1명
- 주주 - 블란딘느 르노어
- 하트비트 - 안드레아 도프만
- 슈바이처 헬든 - 피터 루이지
- 21& - 김아라
- 달링 - 이자벨라 프루신스카
- 마크라메 - 마리아 슈타인메츠
- 세상은 변한다 - 마틴 아슬랭
- 안나에 대하여 - 에밀리 노블레
- 옆집에는 왕이 산다 - 이자 미클리차
- 시벤 말 암 탁 베클라겐 비르 운저 로스 운트 낙츠 스테헨 비르 아우프, 움 닉트 주 - 수잔 마리아 헴펠
- 이모셔널 퓨즈박스 - 레이첼 턴나드
- 더 컵 리더 - 수하 아라

### 퀴어 레인보우
- 광란의 롤러 스케이트 - 마야 갈루스 외1명
- 더 이어 위 소트 어바웃 러브 - 엘렌 브로드스키
- 보랏빛 하늘 - 스리다르 랑가얀
- 썸머 - 콜렛 보도프
- 애니타즈 라스트 차차 - 시그리드 안드레아 베르나르도
- 스토리즈 오브 아워 리브즈 - 짐 츄츄
- 어프로프리에이트 비헤이비어 - 디자이리 아카반
- 섹스, 폴리틱스, 앤드 스티키 라이스 - 타케모토 티나
- 신촌탱탱볼 - 이민정
- 펭귄은 북극에 살지 않는다 - 케이시 C. M. 황
- 엑스트라시스털리 - 엘리스 두아르드

### 쟁점들
- 프리 더 니플 - 리나 에스코
- 아이엠 피멘 - 알리안 마르고트
- 나는 페미니스트는 아니지만 - 실비 티소 외1명
- 쉬즈 뷰티풀 웬 쉬즈 앵그리 - 메리 도어
- 비 포 보이 - 치카 아나두
- 우먼스 데이 - 마리아 사도프스카
- 카트 - 부지영
- 페미니스트 인샬라! - 페리엘 벤 마무드
- 감정의 시대: 서비스 노동의 관계미학 - 김숙현
- 마마스 - 이사벨라 로셀리니

### 배리어프리 상영
- 개를 훔치는 완벽한 방법 - 김성호

### 회고전
- 두려움 없이 - 이다 루피노
- 아웃레이지 - 이다 루피노
- 거칠게, 빠르게, 아름답게 - 이다 루피노
- 히치 하이커 - 이다 루피노
- 중혼자 - 이다 루피노
- 천사들의 장난 - 이다 루피노

### 다큐멘터리 옥랑문화상
- 홀리워킹데이 - 이희원

### 스웨덴 여성영화의 평등한 힘
- 벨빌 베이비 - 미아 엔그버그
- 아이 씨 유 - 실벨린 마케스타드
- 마이 스키니 시스터 - 산나 렌켄
- 쉬 몽키스 - 리사 아쉔
- 먹다 자다 죽다 - 가브리엘라 피츨러
- 영 소피 벨 - 아만다 아돌프슨
- 아임 어 퍼킹 팬더 - 레오 팔메스탈 외1명
- 페미니스트 창당 도전기 - 리브 베이스베리
- 할라할라 - 마리아 블롬
- 2 - 에멜리에 린드블롬
- 개구리공주 - 세실리아 토르쿠아토
- 고래 여인 - 에와 에인혼 외1명
- 나를 쏴라 - 안나 하이랜더
- 리허설 - 마리아 엥
- 배아 - 엠마 토르산데르
- 소박한 삶 - 군힐드 엥예르
- 수잔, 싱글이 되다 - 레나 한노-클뤼네
- 옆집에서 온 편지 - 사샤 플루스테르
- 나 도망가! - 에바 린드스트롬
- 푸시 해브 더 파워 - 로비사 사이렌
- 벗 유 아 어 도그 - 맬린 에릭슨